# Чирвонаја Слабада
Чирвонаја Слабада (блр. Чырвоная Слабада; рус. Красная Слобода) је градско насеље са административним статусом варошице (городской посёлок) у јужном делу Републике Белорусије. Административно је део Салигорског рејона Минске области. 

## Географија
Варош лежи на обалама реке Визенке, на око 30 км северно од града Салигорска.

## Историја
Насеље се први пут помиње током XVI века као село Визна, део Слуцке кнежевине Литваније. Од 1612. феудални посед књажева Радзивила.
Садашњи назив (у буквалном преводу Црвена Крила добија 1923. године након што постаје део Белоруске ССР и све до 1959. са административном функцијом рејонског центра. Статус вароши има од 1938. године. 
Од 1959. па до 1962. била је део Старабинског рејона, потом за кратко Љубањског, а од 1965. је у саставу Салигорског рејона.

## Демографија
Према процени за 2011. у варошици је живело 4.251 становника.
| 2009. | 2010. | 2011. |
| ----- | ----- | ----- |
| 4.318 | 4.302 | 4.251 |